# هانس کوچلر
هانس کوچلر (متولد ۱۸ اکتبر ۱۹۴۸) استاد فلسفه‌ی دانشگاه اینسبروک و رئیس سازمان پیشرفت بین‌المللی است. اندیشه‌ی فلسفی او متأثر از هوسرل و هایدگر است. او در دی‌ماه ۱۳۹۱ برای سخنرانی در کنفرانس بین‌المللی فلسفه‌ی دین به ایران آمد.

## نظریۀ گفتگوی تمدن‌ها
هانس کوچلر در مقاله‌ای دربارهٔ هویت فرهنگی در سال ۱۹۷۲ نظریهٔ گفتگوی تمدن‌ها را به‌عنوان پاسخی به نظریهٔ برخورد تمدن‌های ساموئل هانتینگتون مطرح کرد. کوچلر در نامه‌ای به یونسکو، پیش‌تر پیشنهاد داده بود که این سازمان فرهنگی وابسته به سازمان ملل متحد، موضوع «گفت‌وگو میان تمدن‌های مختلف» (dialogue entre les différentes civilisations) را در دستور کار خود قرار دهد.
در سال ۲۰۰۱، محمد خاتمی، رئیس‌جمهور وقت ایران، این مفهوم را در سطح جهانی مطرح کرد. به ابتکار او، سازمان ملل متحد سال ۲۰۰۱ را به‌عنوان سال گفت‌وگوی تمدن‌ها نام‌گذاری کرد.